# Jacob Ernst
Jacob Frederik Marius Ernst (28. juli 1820 i København – 29. april 1897 sammesteds) var en dansk officer, tekniker og politiker, far til C.F.S. og Louis Ernst.

## Uddannelse og deltagelse i Treårskrigen
Hans forældre var generalmajor Frederik Christian Ernst og Sophie Bolette født Wendel. Selv indtrådte Ernst meget tidligt i den militære stand, idet han i 1830 blev landkadet og fem år efter udnævntes til sekondløjtnant à la suite ved det Holstenske Infanteriregiment med anciennitet fra 1. februar 1835. Efter at have forladt Landkadetkorpset trådte han i 1836 i sekondløjtnants nummer ved Kronens Regiment og var fra 1838-42 elev ved Den kongelige militære Højskole. I 1842 blev han først premierløjtnant à la suite i infanteriet og 1. august premierløjtnant i Ingeniørkorpset. Fra 1842-47 gjorde han tjeneste ved Ingeniørtropperne, de to første år i København, de tre sidste i Rendsborg, men fungerede samtidig ved fæstnings- og bygningstjenesten i de nævnte byer, og han forblev ved denne sidste tjeneste i Rendsborg indtil krigens udbrud i 1848. Han var imidlertid blevet kaptajn af 2. klasse i 1844 og forfremmedes i sommeren 1848 til kaptajn af 1. klasse, og han var i 1849-50 ansat ved Fredericia fæstning og tog virksom del i sammes forsvar samt i udfaldene derfra. 1850-51 stod han atter ved feltingeniørdetachementet og indlagde sig særlig fortjeneste ved Frederiksstads forsvar i 1850. 
Efter krigen blev han i 1851 først kommandør for ingeniørdetachementet i Slesvig, senere ansattes han ved Grænsereguleringskommissionen og stilledes endelig til rådighed for Ingeniørkorpsets stab indtil 1855 med en afbrydelse i 1853-54, hvor han virkede ved Vejtjenesten i Kongeriget. Fra 1855 var han kommandør for Ingeniørtropperne, indtil han i 1858 ansattes som bestyrende officer for anlægget af Københavns Søbefæstning, i hvilken stilling han forblev indtil 1865; i krigsåret 1864 var han tillige højstbefalende for Københavns søforter.

## Folketingsmand og chef for Officersskolen
Ernst havde i 1859 erholdt majors karakter, blev i 1864 virkelig major og i 1865 oberstløjtnant à la suite og chef for Den kongelige militære Højskole. Ved den nye Hærlovs ikrafttræden i 1867, i hvilken lovs drøftelse og vedtagelse han først som medlem af Hærlovskommissionen og derefter som folketingsmand for Odense Amts 1. Kreds (1866-69) havde taget virksom del, udnævntes han til oberst og overgik til Hærens Officersskole som sammes første chef.

## General
I 1870 fratrådte han chefsposten ved skolen og stilledes til rådighed for Ingeniørkorpset, ved hvilket han overtog ledelsen af 1. Ingeniørdirektion. 31. juli 1877 udnævntes han til general, generalinspektør for Ingeniørtropperne og chef for Ingeniørkorpsets øvrige afdelinger ved den tidligere korpschef, general Dreyers udnævnelse til krigsminister. Dels som direktionschef, dels som korpschef deltog Ernst med et betydeligt personligt arbejde i de omfangsrige overvejelser angående Danmarks befæstningsvæsen og var i den anledning medlem af flere kommissioner, ligesom det var under hans ledelse, at Ingeniørkorpset i 1886 påbegyndte landbefæstningsanlæggene og anlægget af tvende kystbatterier ved København og i 1890 Middelgrundsfortets anlæg. 28. juli 1890 nåede han aldersgrænsen og erholdt da afsked af krigstjenesten med generalløjtnants karakter, hvorhos Hs. Maj. Kongen bemyndigede Krigsministeriet til at tilkendegive ham allerhøjstsammes allernådigste påskønnelse af og tilfredshed med hans lange og udmærkede tjeneste.

## Otium
1891 valgtes Ernst til formand for Foreningen af Officerer udenfor aktiv Tjeneste og 1896 for Foreningen for Sjællands Stift til Forsvarssagens Fremme. Han blev 1880 udenlandsk medlem af Kungliga Krigsvetenskapsakademien. 
Jacob Ernst var i 1848 blevet Ridder af Dannebrogordenen, 1850 Dannebrogsmand, 1867 Kommandør af Dannebrog af 2. grad, i 1875 Kommandør af 1. grad og i 1884 ved Ingeniørkorpsets 200 års jubilæum Storkors af Dannebrog.
Ernst ægtede 20. maj 1851 i Fredericia Louise Friederiche Leopoldine Ottilie Abercron (17. februar 1828 i Rendsborg - 28. juli 1909 på Frederiksberg), datter af afgået oberst Carl Friederich Abercron (1796-1856) og Caroline Elisabeth Sophie født Frieboe (1798-1869). De fik fem sønner og en datter. Han døde den 29. april 1897.
Ernst er begravet på Frederiksberg Ældre Kirkegård.